# Great Linford
Great Linford est une paroisse civile et un village du Buckinghamshire, en Angleterre.